# Tetra Pak
Tetra Pak — шведсько-швейцарська компанія, виробник пакування для харчових продуктів. Входить до групи Tetra Laval. Штаб-квартира — в містах Лунд та Лозанна.
Компанія є лідером у галузі переробки й пакування рідких харчових продуктів, найбільша промислова група концерну «Тетра Лаваль» (Швеція та Швейцарія).
Заснована у 1951 році в Лунді Рубеном Раузинґом та Еріком Валенбергом.
Tetra Pak працює у понад 160 країнах світу та має понад 24 800 співробітників (2017).

## Історія
Компанія була заснована в 1929 році у Швеції двома шведськими підприємцями — Еріком Акерлундом і Рубеном Раузингом — й одержала назву «Åkerlund & Rausing»(А&К). Це перше в Скандинавії підприємство з виробництва упаковок було засновано під час обвалу фондового ринку на Уолл-Стріт (США, 1929 рік).
1933 року Рубен Раузинг викупив у свого компаньйона його частку підприємства й став одноосібним власником компанії. Незабаром молода компанія стала відігравати помітну роль у шведській пакувальній промисловості, в основному завдяки впровадженню нових, нестандартних технологій. Результатом довгих експериментів із пошуку нових типів упаковок для молочних продуктів став винахід у 1944 році картонного пакета у формі тетраедра[джерело?], а також метод безперервного розливу продукту.
У 1943 році почалася розробка упаковок для молока, які вимагали б мінімум матеріалу й якнайповніше відповідали вимогам санітарії. У підсумку було винайдено картонну упаковку у формі тетраедра.
- У 1944—1951 роках розробка тривала. Було впроваджено технологію нанесення на папір шарів пластику, упаковок нижче рівня рідини;
- 1953 рік — як пластикове покриття для пакувального матеріалу на паперовій основі впроваджено поліетилен;
- 1956 рік почалася розробка асептичної системи упакування;
- 1961 року представлена перша машина для асептичного упакування молока;
- 1963 рік почалося виробництво упаковки типу «Тетра Брик»;
- 1965 року представлений новий тип упаковки «Тетра Рекс» у вигляді прямокутного пакета з «гребінцем» зверху;
- 1989 року у Швеції і Великій Британії почалася реалізація упаковок «Тетра Топ» із квадратним верхом.
- У 1950 році компанія одержала сучасну назву «Tetra Pak», що незабаром стала синонімом передової технології і комерційного успіху у світі переробки й упаковки продуктів харчування.
- У 1991 році «Tetra Pak» розширила спектр устаткування, що поставляється, за рахунок машин із переробки рідких продуктів харчування, устаткування з виробництва сиру, а також почала надавати послуги проєктування виробничих ліній.
- У 1993 році внаслідок злиття компаній «Tetra Pak» і «Alfa Laval» було утворено концерн «Tetra Laval».

Технології «Тетра Пак» дають змогу вирішувати проблеми гарантованого постачання населення високоякісними продуктами. Молоко перестає бути швидкопсувним і без усякої «хімії» може зберігатися в упаковках «Тетра Брик Асептик» протягом кількох місяців.
У липні 2022 року, під час повномасштабного вторгнення РФ до України, компанія оголосила про передачу свого російського підрозділу місцевому керівництву.

## Діяльність
Компанія має 48 фабрик з виготовлення пакувальних матеріалів та 12 фабрик зі складання пакувального устаткування. «Тетра Пак» реалізує свою продукцію більш як у 165 країнах світу.
Попри те, що у побуті широк вживається назва «Тетра пак» для позначення картонної упаковки, такої марки у шведської компанії немає — продукція випускаєтся під брендами Tetra Classic, Tetra Wedge, Tetra Rex, Tetra Top и Tetra Brik. Компанія навіть запустила кампанію під назвою «Tetra Pak is a company, not a package» («Tetra Pak — це компанія, а не упаковка»), щоб позбавитися від цього стереотипу[джерело?].
Чисельність персоналу компанії — 20,3 тис. людей. 2005 року обсяг продаж Tetra Pak склав €8,109 млрд, кількість випущених упаковок — 120 830 млрд одиниць[джерело?].

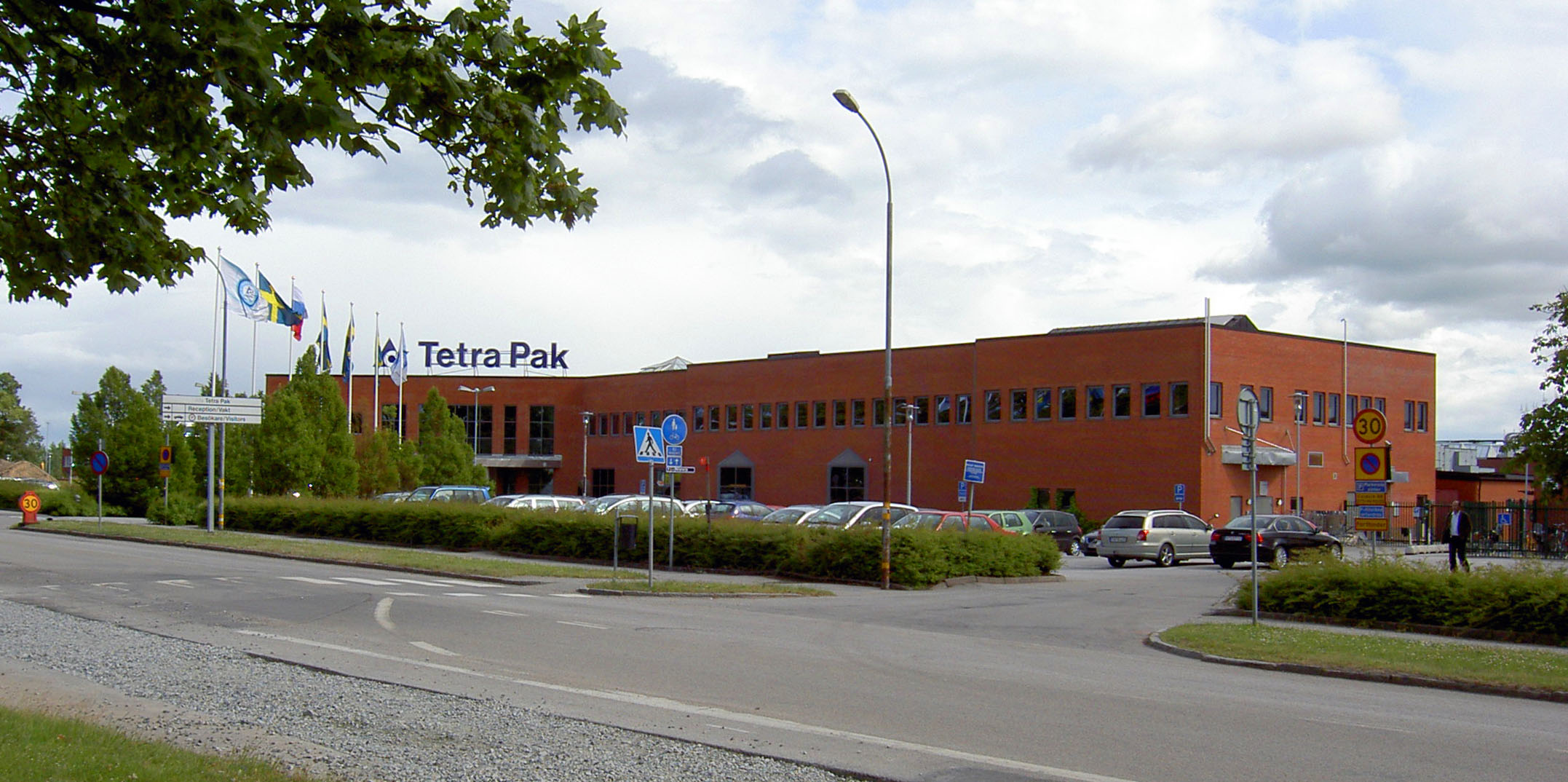
Штаб-квартира компанії в Лунді

Щохвилини у світі купують продукти в більш ніж 150000 упаковках «Тетра Пак». У 1998 році в сумі це склало близько 85 мільярдів упаковок[джерело?].

### Tetra Pak в Україні
В Україні компанію було засновано у 1989 році[джерело?]. У вересні 1992 року було відкрито нову фабрику. У 1993 році Tetra Pak заснувала компанію для ведення комерційних і маркетингових операцій та відділ технічного сервісу. А в червні 2003 року було введено в дію нову лінію поліграфічного друку.
Україна стала першою країною, на ринку якої з серпня 2000 року з'явилися пакети Tetra Fino Aseptic. Нині [коли?] вже чотири провідних виробники[які?] розливають молоко в такій упаковці.

## Матеріали упаковки
Пакувальний матеріал складається із шарів паперу, ламінованого поліетиленом і, для асептичної упаковки, алюмінієвою фольгою. Комбінація матеріалів варіюється залежно від вимог до упаковки кожної категорії продуктів. Однак, у будь-якому випадку єдиним матеріалом, що безпосередньо стикається з вмістом упаковки, залишається харчовий поліетилен.
Зображення наноситься методами флексодруку, або ротогравюри, офсетним способом чотирма кольорами, із можливістю використовувати п'ятий.
Міцності упаковці надає папір. Поліетилен робить пакет непроникним для рідини, а алюмінієва фольга — для світла і кисню.

## Довкілля
У 2011 році керівництво Tetra Pak опублікувало свої цілі в сфері захисту навколишнього середовища, серед яких — підтримання існуючого рівня викидів вуглекислого газу до 2020 року і збільшення утилізації відходів за той же період на 100 %. Попередні планові показники Tetra Pak (на період з 2005 по 2010 роки) були виконані. 2006 року Tetra Pak витратила менше енергії, ніж 2002 року, попри зростання виробництва на 23 %. Підтримка нинішнього рівня викидів вуглекислого газу до 2020 року буде означати відносне скорочення викидів на 40 %, при тому що середні темпи зростання становлять 5 % в рік, як повідомляє ресурс Food Production Daily. Крім того, в Tetra Pak заявляють, що до 2020 року доведуть використання сертифікованого Лісовою опікунською радою картону до 100 %, проміжна мета — 50 % до 2012 року.
У поставках сировини для пакувального матеріалу компанія співпрацює з Всесвітнім фондом дикої природи, Глобальною мережею з торгівлі сертифікованою лісопродукцією і Лісовою опікунською радою. Компанія докладає зусиль, щоб отримувати від постачальників із Бразилії поліетилен, вироблений із цукрової тростини. У 2010 році 40 % використаного Tetra Pak картону було сертифіковано Лісовою опікунською радою.

### Переробка відходів
У Tetra Pak почали займатися проблемою переробки відходів в середині 1980-х років; в 1990 році компанія представила в Канаді програму переробки картонної упаковки, що випускається компанією. У 2000 році Tetra Pak інвестувала 20 млн бат (500 000 євро) в перший завод з переробки асептичної упаковки в Південно-Східній Азії, розташований в Таїланді. У 2010 році були перероблені 30 млрд використаних упаковок Tetra Pak: вдвічі більше, ніж в 2002 році. Станом на 2011 рік по всьому світу переробляється 20 % використаних упаковок Tetra Pak, при цьому в таких країнах, як Бельгія, Німеччина, Іспанія і Норвегія обсяг утилізації перевищує 50 %. Щоб збільшити кількість відходів, що переробляються і домогтися виконання цільових показників, Tetra Pak взяла на себе провідну роль в організації процесу утилізації, в тому числі, компанія сприяє розробці схем збору сміття, сприяє впровадженню нових технологій переробки та підвищення інформованості населення про утилізацію відходів та розумне використання ресурсів.

## Соціальні проєкти

### Бюро продовольчого розвитку
Tetra Pak бере участь в соціальних проєктах: протягом 45 років компанія підтримує програми «Шкільне молоко» і «Шкільне харчування». В кінці 1970-х років Рубен Раусинг особисто взяв участь у спільному проєкті Всесвітньої продовольчої програми, Світового банку і Tetra Pak, метою якого було забезпечити індійські сім'ї надлишками молока, виробленого на Заході.
Програма Бюро продовольчого розвитку була створена, щоб поліпшити харчування і здоров'я людей по всьому світу та боротися з бідністю. Основна увага в рамках цієї програми приділяється харчуванню в школах і забезпеченню школярів молоком, проте ресурси виділяються і на удосконалення методів ведення сільського господарства та обробки молочної продукції, в тому числі — на навчання фермерів для збільшення ефективності їх роботи та безпеки вироблених ними продуктів харчування. Це корисно і для самої компанії Tetra Pak, бо дає змогу вибудовувати відносини і забезпечувати поставки на менш розвинених ринках. Tetra Pak співпрацює з місцевими урядами та громадськими організаціями, щоб стежити за здійсненням і розвитком подібних програм.

### Шкільне молоко
Програма «Шкільне молоко» — міжнародна ініціатива щодо забезпечення молоком дітей і підлітків в навчальних закладах. Програма реалізується в 70 країнах світу протягом 80 років. З 1970 року підтримку програмі надає компанія Tetra Pak. Tetra Pak постачає коробки для шкільного молока за собівартістю та не отримує прибутку від продажів. Тематичні дослідження ПРООН та Світового банку щодо шкільних молочних програм Tetra Pak у Нігерії показали, що дефіцит вітамінів, енергія, ріст та когнітивні навички були покращені, а діти стали більше зацікавлені у своїй шкільній роботі після участі у програмі.

### Допомога при стихійних лихах
Tetra Pak надавала підтримку постраждалим при землетрусах на Гаїті і в Японії в 2010 і 2011 роках, під час лісових пожеж в Росії в 2010 році, під час повеней в Пакистані в 2010 році і в Таїланді в 2011 році. У Китаї Tetra Pak сприяла зміцненню продовольчої безпеки, а також впровадженню сучасних методів у виробництві молочної продукції після скандалу з отруєннями меламіном в 2008 році. Як пише газета Financial Times, мала місце не просто благодійна ініціатива, але і спроба забезпечити майбутнє цього ринку, що дозволило галузі стати безпечнішою, більш екологічною і більш ефективною. Повідомлялося, що тренінгова програма виявилася дуже успішною, в результаті стандарти роботи з молочною продукцією істотно підвищилися.